# Friederich D’heil
Friederich D’heil, auch Fritz D’heil (* 8. Juli 1898 in Hatzenport; † 19. September 1971 in Düsseldorf), war ein deutscher Kriminalpolizist, der zur Zeit des Nationalsozialismus Funktionär der Sicherheitspolizei war und in der Bundesrepublik Deutschland von 1948 bis 1958 das Landeskriminalamt Nordrhein-Westfalen leitete.

## Erster Weltkrieg und Ausbildung
D’heil war der Sohn eines Postbeamten. 1916 trat er nach dem Notabitur freiwillig ins Heer ein und nahm als Soldat am Ersten Weltkrieg teil. Nach Kriegsende arbeitete er als Landwirt auf dem Gut seines Großvaters und begann ein Medizinstudium, welches er nach vier Semestern abbrach. 1926 trat er als Kriminalkommissaranwärter in den Polizeidienst ein und war im Erkennungsdienst der Kriminalpolizei Düsseldorf tätig. Von 1928 bis 1935 war er bei der Kriminalpolizei in Elberfeld bzw. Wuppertal beschäftigt. Er wurde 1929 zum Kriminalkommissar ernannt. D’heil war Spezialist für etliche Bereiche der Kriminaltechnik, darunter Brandermittlungen, Daktyloskopie sowie Handschriftenvergleiche. Er wurde 1931 zum gerichtlich beeidigten Sachverständigen für Kriminaltechnik bestellt. Er war im 3. Kommissariat der Kriminalpolizei Wuppertal zuständig für Brand- und Sittlichkeitsverbrechen und wechselte im Sommer 1935 zur Kriminalpolizei Essen, wo er zum Leiter des 13. Kriminalkommissariats aufstieg. Ab 1. März 1937 war D’heil für die Gestapo bei der Kriminalpolizeileitstelle in Breslau tätig, wo er als Angehöriger einer Sabotagekommission unter Leitung von Walter Stahlecker arbeitete. Am 5. September 1937 beantragte er die Aufnahme in die NSDAP und wurde rückwirkend zum 1. Mai desselben Jahres aufgenommen (Mitgliedsnummer 5.754.128).

## Zweiter Weltkrieg

### Kommandomitglied einer Einsatzgruppe des SD in Polen

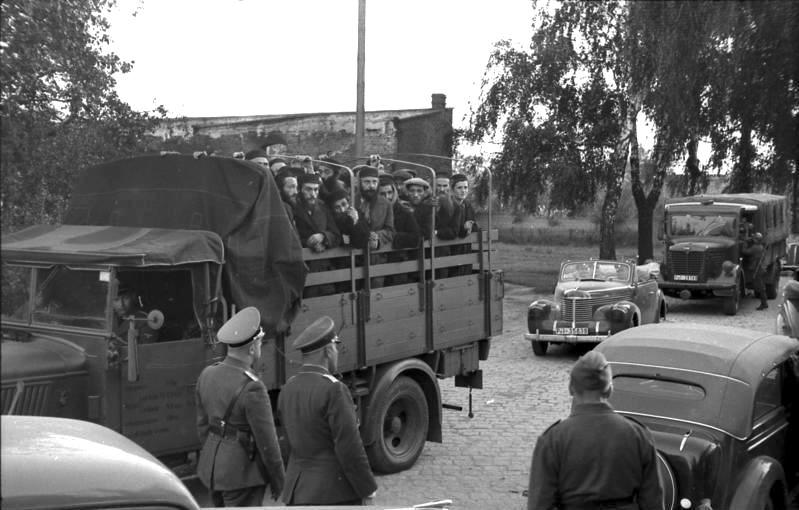
Abtransport jüdischer Männer durch eine Einsatzgruppe in Polen (September 1939)

Wenige Tage vor dem Überfall auf Polen wurde D’heil am 21. August 1939 aus Breslau zum Einsatzkommando 2 der Einsatzgruppe III abberufen, um mit dieser polizeilichen Sonderformation unter SS-Sturmbannführer Fritz Liphardt am deutschen Vernichtungskrieg gegen Polen teilzunehmen. Nach der Besetzung von Łódź durch die 8. Armee gehörte er ab dem 10. September 1939 zum Führungspersonal der Kriminalpolizeistelle, welche nach der Umbenennung der Stadt am 11. April 1940 als Kriminalpolizeistelle Litzmannstadt bezeichnet wurde.

### Leitung der Kriminalpolizeistelle

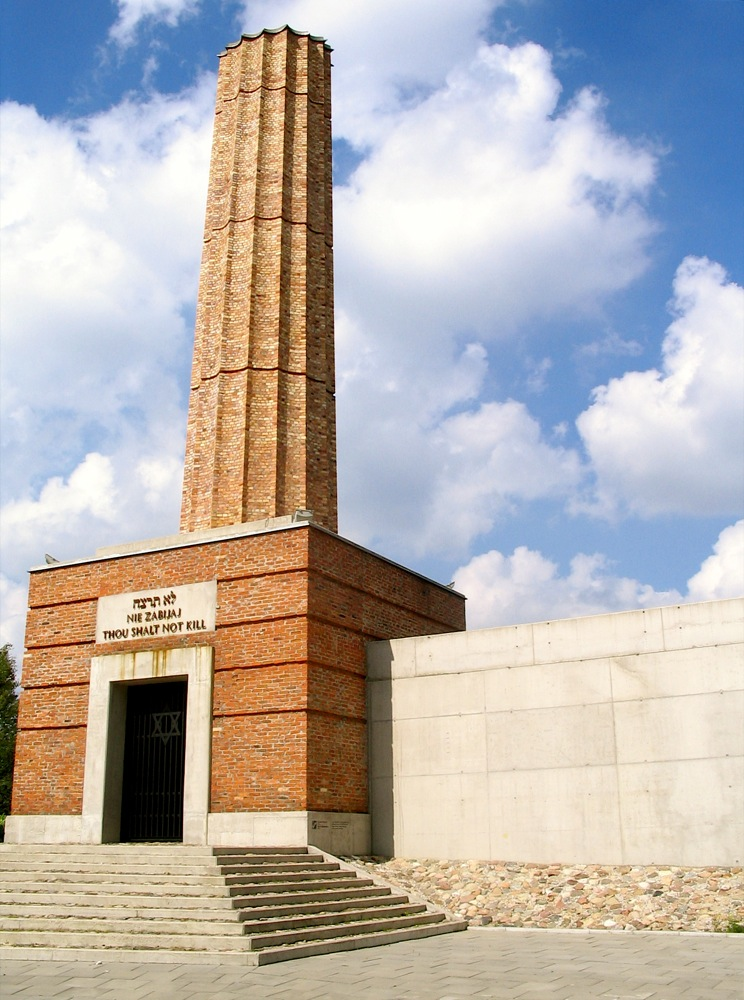
Holocaust-Denkmal Radegast

Unmittelbar nach der militärischen Einnahme der Stadt gingen die deutschen Besatzer insbesondere gegen die jüdische Bevölkerung vor. Unter den 672.000 Einwohnern Łódźs waren etwa 230.000 Juden, die zweitgrößte jüdische Gemeinde Polens nach Warschau. Die örtlichen polnischen Intellektuellen wurden polizeilich erfasst und etwa 2000 Personen ab dem 10. November 1939 bis Anfang Januar 1940 in einem eigens errichteten Gefangenenlager im Stadtteil Radogoszcz interniert, das einem Konzentrationslager glich und zunächst der Schutzpolizei unterstand. Etwa 500 dieser Gefangenen wurden in den Wäldern der Umgebung ermordet. Polnische Geistliche und die meisten Mitglieder des ersten Judenrates wurden verhaftet und viele von ihnen erschossen. Die drei großen Synagogen von Lodz wurden während D’heils Tätigkeit in der Stadt gesprengt und niedergebrannt.

### Kontrolle des Ghettos Litzmannstadt

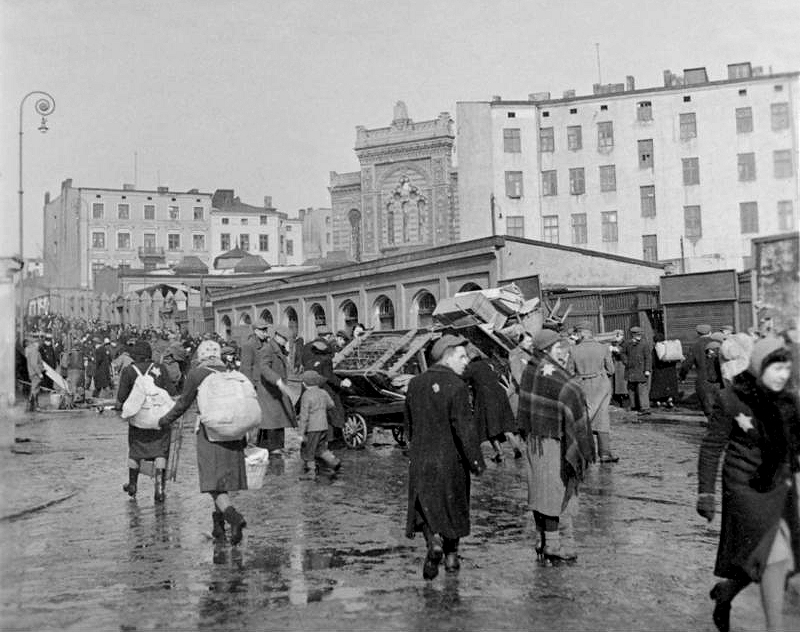
Deportation von Juden ins Ghetto Litzmannstadt im März 1940

Am 10. Dezember 1939 wurde vom Regierungspräsidenten Friedrich Uebelhoer ein Rundschreiben zur „Bildung eines Ghettos in der Stadt Lodsch“ verschickt. Im Februar 1940 erklärte der deutsche Polizeipräsident von Łódź, SS-Brigadeführer Johannes Schäfer, die im Norden der Stadt gelegenen heruntergekommenen Armenquartiere Stare Miasto (Altstadt), Bałuty und Marysin, in denen 90 Prozent der Häuser über keinen Abwasseranschluss verfügten, per Dekret zum Ghetto. Zur konkreten Umsetzung erließ er eine „Sonderanweisung“. Eine Abschrift davon wurde von D’heil für die ihm unterstehende Kriminalpolizei „i.V.“ gezeichnet und „den Inspektionen, dem 4. Kommissariat und der Außenstelle Pabianice zur Kenntnis und weiteren Veranlassung“ weitergereicht. Das Ghetto Litzmannstadt diente wie auch andere NS-Ghettos vor allem als Zwischenstation vor der Deportation in die deutschen Vernichtungslager Kulmhof, Auschwitz-Birkenau, Majdanek, Treblinka und Sobibor. Der im Bewachungsauftrag enthaltene Schießbefehl für die Schutz- und Kriminalpolizei sollte alle Fluchtversuche unterbinden, wie auch alle Versuche, durch Schmuggel Lebensmittel in das Ghetto zu bringen. Die als „Sonderkommando“ bezeichnete Zweigstelle der Kriminalpolizei im Ghetto, die in das Pfarrhaus an der Kościelna 8 einzog, wurde bald im gesamten Ghetto gefürchtet. Sie wurde unter den Ghettobewohnern als „Czerwony Dom (Rotes Haus)“ bekannt, was sich auf die roten Ziegel der Fassade, aber auch auf die Folter im Keller des Gebäudes bezog. Es kam oft zu Erschießungen von Ghettobewohnern durch Polizeibeamte. In polizeilichen Meldungen nach einem Schusswaffengebrauch am Ghettozaun wurde, wenn es überhaupt aus Sicht der Polizisten einer Rechtfertigung bedurfte, auch in der Folgezeit ausdrücklich auf die durch D’heil gezeichnete „Sonderanweisung“ vom 10. Mai 1940 Bezug genommen.

### Kriminalpolizeileitstelle Hamburg
Von Oktober 1940 bis November 1943 war D’heil dann an der Kriminalpolizeileitstelle Hamburg tätig. Sein Aufgabenbereich umfasste mitunter die „vorbeugende Verbrechensbekämpfung“. Damit arbeitete er wie schon zuvor als Inspektionsleiter in Łódź abermals in einem Kernbereich nationalsozialistischer Kriminalpolitik, deren zentrales Instrument zur präventiven Inhaftierung die „polizeiliche Vorbeugungshaft“ war.

### Stellvertretender Leiter der Kriminalpolizei in Dänemark
Im November wurde D’heil zur Dienststelle der Sicherheitspolizei in Kopenhagen abgeordnet. Als Stellvertreter des Leiters der Kriminalpolizei (Abteilung V) in Dänemark Karl Zechenter war er dort auch an der Bekämpfung der dänischen Widerstandsbewegung beteiligt.
Von der Abteilung V, teils in Zusammenarbeit mit der Gestapo, durchgeführte Razzien richteten sich vor allem gegen Personen, die nach Definition der Sicherheitspolizei als „Asoziale“ oder „Gewohnheitsverbrecher“ klassifiziert wurden. Beispiele hierfür sind die Razzien vom 27. September 1944 in verschiedenen Kaffeebars in Kopenhagen, wobei etwa 160 Personen verhaftet und noch in der Nacht in ein deutsches Konzentrationslager gebracht wurden, oder die Verhaftungen Ende Oktober und Anfang November 1944 von etwa 150 Personen als „Gewohnheitsverbrecher“ in Kopenhagen.

## Nachkriegszeit – Karriere als Kriminalpolizist in Nordrhein-Westfalen
Nach Kriegsende wurde D’heil erst im Civilian Interrogation Center in Kopenhagen interniert, am 17. November 1945 ins Internierungslager Gadeland und danach im Herbst 1946 ins Internierungslager Eselheide verlegt. Nach seiner Entlassung am 31. Januar 1947 wurde er am 27. Oktober 1947 in Hamburg-Harburg trotz NSDAP-Mitgliedschaft und seiner früheren Funktionen im Zuge der Entnazifizierung in Kategorie V als „entlastet“ eingestuft. Seine Verteidigungsstrategie, die im Kern der entstehenden Legende von der unpolitischen Kriminalpolizei entsprach, zahlte sich für ihn aus.
Er bewarb sich mit Hinweis auf seine langjährige kriminalpolizeiliche Erfahrung unter Weglassung belastender NS-Betätigung erfolgreich um die Stelle des Leiters des Landeskriminalpolizeiamtes in Düsseldorf. Vom 8. März 1948 bis zu seiner Pensionierung am 30. September 1958 war er Leiter des Landeskriminalamts Nordrhein-Westfalen. Während seiner Amtszeit kam es wegen seiner NS-Betätigung auch zu Anschuldigungen und strafrechtlichen Ermittlungen, die für ihn jedoch folgenlos blieben. Als LKA-Leiter widmete er sich insbesondere der Neuorganisation seiner Dienststelle und der Entwicklung und Einführung kriminaltechnischer Gerätschaften zur Datensammlung und -verwaltung zur Führung von Verbrecher- und Straftatenregistern. Aufgrund seiner Fürsprache konnten unter anderem zwei seiner Kollegen bei der Sicherheitspolizei, der durch seine Beteiligung an NS-Verbrechen hochbelastete ehemalige Kriminalpolizist Walter Helfsgott und der ehemalige Gestapomitarbeiter Walter Thiel, wieder in den Polizeidienst zurückkehren.
Eine im Dezember 2019 vorgestellte Studie des Historikers Martin Hölzl im Auftrag des LKA Nordrhein-Westfalen kam zu dem Ergebnis, dass die ersten vier Direktoren des Landeskriminalamts – neben D’heil dessen Amtsvorgänger Friedrich Karst sowie die auf D’heil folgenden Oskar Wenzky und Günter Grasner – an NS-Verbrechen beteiligt waren. Landesinnenminister Herbert Reul (CDU) bewertete das Ergebnis folgendermaßen: „Aus heutiger Sicht hätten sie niemals mehr als Polizisten arbeiten dürfen.“